# El espía que surgió del frío (película)
El espía que surgió del frío es una película británica de espías de 1965 que transcurre durante la Guerra Fría  basada en la novela homónima de 1963 de John le Carré. La obra está protagonizada por Richard Burton, Claire Bloom y Oskar Werner. Fue dirigida por Martin Ritt, y el guion fue escrito por Paul Dehn y Guy Trosper.
La película describe la misión del agente británico del MI6 Alec Leamas como un falso desertor al que se le asigna la tarea de sembrar desinformación dañina sobre un poderoso oficial de inteligencia de Alemania Oriental. Como parte de una farsa, Leamas aparentemente es despedido del servicio secreto de inteligencia británico y se convierte en un alcohólico amargado. Pronto se le acercan agentes de Alemania Oriental en Gran Bretaña, y él permite que lo recluten y lo lleven a Europa continental para vender sus secretos. Sin embargo, justo cuando parece que ha desacreditado con éxito a su objetivo, descubren que Leamas es un agente de inteligencia británico activo que difunde información falsa. Para su sorpresa, esta revelación logra los objetivos reales y hasta ahora ocultos de la misión.
El espía que surgió del frío fue un éxito de taquilla, recibió críticas positivas y varios premios, incluidos cuatro premios BAFTA a la mejor película británica, al mejor actor, a la mejor fotografía y a la mejor dirección artística. Por su actuación, Richard Burton recibió el premio David di Donatello al mejor actor extranjero, el premio Golden Laurel y una nominación al premio de la Academia al mejor actor en un papel principal. La película fue nombrada una de las diez mejores películas de 1966 por el National Board of Review de los Estados Unidos.

## Trama
La oficina del MI6 en Berlín Occidental, bajo el mando del jefe de estación Alec Leamas, ha sufrido una disminución de su eficacia. A Leamas lo llaman a Londres poco después de la muerte de uno de sus agentes y aparentemente lo expulsan de la agencia de seguridad. En realidad, Control, el jefe de la agencia, ha organizado una transformación cuidadosamente escenificada de Leamas. Leamas, que parece estar deprimido, amargado y alcohólico, acepta un trabajo como asistente en una biblioteca local. Allí inicia una relación con su compañera de trabajo Nan Perry, una joven e idealista miembro del Partido Comunista Británico. Leamas gasta la mayor parte de su pequeño salario en alcohol, lo que lo deja constantemente sin fondos. Asalta estando borracho a un comerciante que le niega el crédito y es encarcelado brevemente. Su predicamento atrae la atención del servicio de inteligencia de Alemania Oriental, que lo ve como un desertor potencial.
Una serie de agentes se acercan a Leamas, cada uno de los cuales lo pasa al eslabón superior siguiente en la cadena del servicio de inteligencia de Alemania Oriental. Leamas expresa su voluntad de vender secretos británicos. Finalmente vuela a los Países Bajos para encontrarse con un agente llamado Peters, quien decide que su información es lo suficientemente importante como para enviarlo a Alemania Oriental. En una casa de campo alemana, Leamas conoce a Fiedler, quien se convierte en su principal interrogador. Leamas luego comienza a llevar a cabo su misión secreta, que es compartir información que sugiere que un oficial de inteligencia de alto rango de Alemania Oriental llamado Mundt es un informante pagado por los británicos. La evidencia es circunstancial, y aunque parece implicar a Mundt, Leamas refuta repetidamente esa conclusión, afirmando que un importante funcionario de Alemania Oriental no podría haber sido un agente británico sin su conocimiento. Sin embargo, Fiedler puede confirmar de forma independiente la información de Leamas y llega a la conclusión de que Mundt, su supervisor, ha sido un miembro secreto de la inteligencia británica durante muchos años.
El propio Mundt llega inesperadamente al complejo y arresta a Leamas y Fiedler por conspirar contra él. Una vez que Fiedler explica sus hallazgos a sus superiores, los papeles se invierten y Mundt es arrestado. Se convoca un tribunal secreto para juzgar a Mundt por espionaje, y Leamas se ve obligado a testificar. Fiedler presenta un caso sólido acusando a Mundt de ser un agente doble. El abogado de Mundt, sin embargo, descubre varias discrepancias en la supuesta conversión de Leamas en informante, lo que sugiere que Leamas es un falso desertor. La credibilidad de Leamas se derrumba cuando Nan, que fue traída a Alemania Oriental para lo que pensó que era una visita de intercambio cultural, se ve obligada a testificar en el tribunal y, sin saberlo, revela que ha estado recibiendo pagos de un oficial de inteligencia británico como había arreglado Leamas. Ante este testimonio, Leamas admite a regañadientes que sí es un agente británico. Mundt es reivindicado y Fiedler es arrestado como cómplice.
Leamas inicialmente cree que ha fallado en su misión y teme represalias severas por parte de Mundt. En lugar de ello, Mundt saca de noche a Leamas y Nan de sus celdas y les proporciona un plan de escape. Mundt explica que la verdadera misión de Leamas ha tenido éxito, Mundt en realidad es un agente británico, y Fiedler había sido el objetivo de la operación todo el tiempo, ya que sospechaba demasiado de su supervisor. Esto es un shock para Leamas, y la compleja red en la que se ha visto arrastrado y el riesgo en el que ha sido puesto por sus propios superiores se vuelven dolorosamente claros. Le explica toda la trama a la aún idealista Nan mientras conducen un automóvil prestado hacia la frontera. Ella lo reprende por estar involucrado en lo que equivale al asesinato de Fiedler, quien solo estaba haciendo su trabajo. Leamas, agitado por su ingenuidad, estalla en una confesión airada y llena de autodesprecio:
¿Qué diablos crees que son los espías? ¿Filósofos morales que miden todo lo que hacen con la palabra de Dios o Karl Marx? No lo son. No son más que un puñado de bastardos sórdidos y como yo, hombrecitos, borrachos, maricas, maridos dominados, funcionarios públicos que juegan a "indios y vaqueros" para alegrar sus vidas podridas. ¿Crees que se sientan como monjes en una celda, balanceándose entre el bien y el mal? Ayer hubiera matado a Mundt porque lo consideraba malvado y enemigo. Pero no hoy. Hoy es malvado y mi amigo.
Leamas y Nan llegan al Muro de Berlín y reciben instrucciones para subir a Alemania Occidental en una escalera de emergencia mientras un reflector se apaga intencionalmente. Leamas está en la parte superior de la pared tirando de Nan detrás de él cuando el reflector de repente brilla directamente sobre ellos, suenan las alarmas y Nan es asesinada a tiros por los agentes de Mundt, silenciando al único testigo civil de la operación. Leamas se congela en estado de shock y horror, y los agentes de ambos lados lo instan a regresar al occidente. En lugar de ello, comienza a descender hacia el cuerpo de Nan y lo matan a tiros.

## Reparto
| - Richard Burton - Alec Leamas - Claire Bloom - Nan Perry - Oskar Werner - Fiedler - Sam Wanamaker - Peters - George Voskovec - Abogado defensor de Alemania Oriental - Rupert Davies - George Smiley - Cyril Cusack - Control - Peter van Eyck - Hans-Dieter Mundt - Michael Hordern - Ashe - Robert Hardy - Dick Carlton - Bernard Lee - Patmore - Beatrix Lehmann - Presidente del tribunal | - Esmond Knight - Viejo juez - Tom Stern - Agente de la CIA - Niall MacGinnis - Guardia en el Checkpoint Charlie - Scott Finch - Guía alemán - Anne Blake - Miss Crail - George Mikell - Guardia en el Checkpoint Charlie - Richard Marner - Capitán de la Vopo - Warren Mitchell - Mr. Zanfrello - Steve Plytas - Juez de Alemania Oriental - Richard Caldicot - Mr. Pitt - Nancy Nevinson - Mrs. Zanfrello - Michael Ripper - Mr. Lofthouse |

## Producción
La película sigue de cerca la trama del texto original. Una excepción es que el nombre del personaje femenino principal de la novela, Liz Gold, se cambia a Nan Perry en la película, supuestamente porque los productores estaban preocupados por la posible confusión en los medios con la esposa de Burton, Elizabeth Taylor.
Los Ardmore Studios en Irlanda y Shepperton Studios en Inglaterra se utilizaron para el rodaje de escenas de interiores.

## Recepción
El espía que surgió del frío recaudó $7,600,000 en taquilla.
Bosley Crowther del The New York Times escribió: "Después de todas las películas de espías y misterio de naturaleza romántica e inverosímil que hemos visto, es genial ver una tan realista y creíble también como The Spy Who Came In from the Cold"."  Variety calificó la película como "un excelente drama de espionaje contemporáneo de la Guerra Fría que logra un impacto sólido a través del énfasis en los valores humanos, la ausencia total de los trucos usuales de los espías y una minimización perfectamente controlada". Philip K. Scheuer de Los Angeles Times escribió: "No es una imagen fácil, ciertamente no agradable, como para acomodarse, demasiado impersonal, demasiado objetiva, como para hacernos llorar, por lo que su final solo puede dejarnos tremendamente deprimidos."  Richard L. Coe del The Washington Post declaró: "Al no haber compartido la admiración evidentemente generalizada por El espía que surgió del frío en su forma original como novela, pienso que es, sin embargo, una película totalmente absorbente". Brendan Gill de The New Yorker la llamó "en todos los aspectos una transferencia admirable [a] la pantalla del thriller fantásticamente popular de Jean [sic] le Carré". The Monthly Film Bulletin escribió: "Exige concentración, que se gana con la tensión y la precisión del diálogo y el alto nivel de actuación [...] todos aportan actuaciones de un tipo que llama la atención al instante, incluso si los personajes apenas se desarrollan más allá del punto en el que los encontramos por primera vez".
La película tiene una puntuación del 86 % en Rotten Tomatoes según 14 reseñas, con una nota media de 7,7 sobre 10.

## Premios y nominaciones
| Premio                                               | Categoría                                | Candidato                                              | Resultado |
| ---------------------------------------------------- | ---------------------------------------- | ------------------------------------------------------ | --------- |
| Premios de la Academia, 1966                         | Mejor actor                              | Richard Burton                                         | Nominado  |
| Premios de la Academia, 1966                         | Mejor dirección de arte - Blanco y negro | Hal Pereira, Tambi Larsen, Ted Marshall, Josie MacAvin | Nominado  |
| Premios BAFTA, 1966                                  | Mejor actor británico                    | Richard Burton                                         | Ganó      |
| Premios BAFTA, 1966                                  | Mejor dirección de arte británica        | Tambi Larsen                                           | Ganó      |
| Premios BAFTA, 1966                                  | Mejor fotografía británica               | Oswald Morris                                          | Ganó      |
| Premios BAFTA, 1966                                  | Mejor película británica                 | Martín Ritt                                            | Ganó      |
| Premios BAFTA, 1966                                  | Mejor película de cualquier fuente       | Martín Ritt                                            | Nominado  |
| Premios BAFTA, 1966                                  | Mejor actor extranjero                   | Oscar Werner                                           | Nominado  |
| Sociedad Británica de Directores de Fotografía, 1966 | Premio a la mejor fotografía             | Oswald Morris                                          | Ganó      |
| Premios David di Donatello, 1966                     | Mejor actor extranjero                   | Richard Burton                                         | Ganó      |
| Premios Edgar Allan Poe, 1966                        | Mejor película                           | Paul Dehn, Guy Trosper                                 | Ganó      |
| Premios Globo de Oro, 1966                           | Mejor actor de reparto                   | Oscar Werner                                           | Ganó      |
| Premios Laurel, 1966                                 | Actuación dramática masculina            | Richard Burton                                         | Ganó      |
| Junta Nacional de Revisión, 1966                     | Las diez mejores películas               |                                                        | Ganó      |
| Premios del Sindicato de Escritores de América, 1966 | Mejor guion                              | Paul Dehn, Guy Trosper                                 | Nominado  |

## Formato casero
El espía que surgió del frío fue lanzado por The Criterion Collection como DVD de la Región 1 el 25 de noviembre de 2008 y en Blu-ray el 10 de septiembre de 2013. Los extras de esta versión incluyen: imagen y sonido restaurados digitalmente, una entrevista con John le Carré, comentario específico de la escena por el director de fotografía Oswald Morris , un documental de la BBC titulado The Secret Center: John le Carré (2000), una entrevista con Richard Burton de un episodio de 1967 de la serie de la BBC Acting in the '60s , una entrevista de audio de 1985 con el director Martin Ritt , una galería de escenografías, el tráiler teatral de la película, y un folleto con un ensayo del crítico de cine Michael Sragow.